# Harry Hopkins

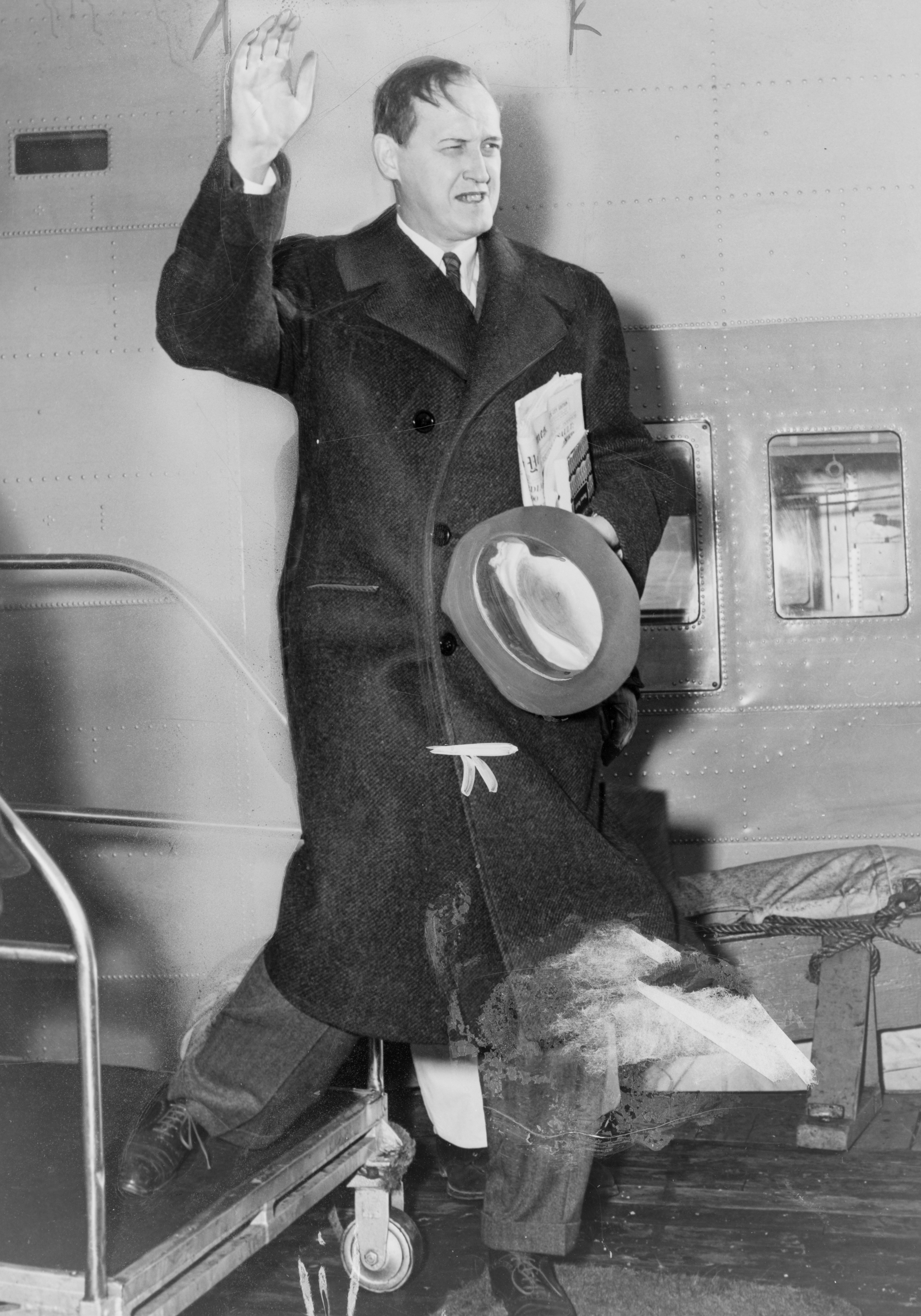
Harry Hopkins

Harry Lloyd Hopkins, född 17 augusti 1890 i Sioux City, Iowa, död 19 januari 1946 i New York, var en amerikansk regeringstjänsteman.
Hopkins var en av Franklin D. Roosevelts närmaste medarbetare. Han var en av huvudarkitekterna bakom reformprogrammet New Deal och chef för Works Progress Administration som grundades år 1935. Han tjänstgjorde som USA:s handelsminister 1938–1940.
Hopkins utexaminerades år 1912 från Grinnell College. Han var först motståndare till USA:s deltagande i första världskriget men ändrade åsikt efter att det väl hade skett.
Works Progress Administration blev under Hopkins ledarskap USA:s största arbetsgivare. Han och Eleanor Roosevelt arbetade tillsammans för att försvara New Deal i offentligheten.
Hopkins var under andra världskriget Roosevelts sändebud som förhandlade med Winston Churchill. Han fick ansvaret för Lend-Lease-programmet som innebar överförande av råvaror och krigsmateriel till Storbritannien. Hopkins rekommenderade att även Sovjetunionen skulle omfattas av programmet. Roosevelt godkände Hopkins förslag. Hopkins deltog i Jaltakonferensen år 1945.
Hopkins avled 1946 i magsäckscancer. Hans grav finns på Hazelwood Cemetery i Grinnell, Iowa.